# Portée (mathématiques)
Pour les articles homonymes, voir Portée.
 (mars 2023).
Si vous disposez d'ouvrages ou d'articles de référence ou si vous connaissez des sites web de qualité traitant du thème abordé ici, merci de compléter l'article en donnant les références utiles à sa vérifiabilité et en les liant à la section « Notes et références ».
En mathématiques, les nombres n'ont pas de limite, que ce soit à l'infini ou avec un nombre infini de décimales. Pour représenter ces nombres sur un ordinateur on choisit généralement un certain nombre de bits de mémoire. Les nombres qu'on peut représenter avec un certain emplacement mémoire sont limités. Ainsi on ne peut pas stocker plus de 256 (= {\displaystyle 2^{8}}) entiers dans un emplacement mémoire de 8 bits (un octet). On peut alors décider par exemple d'attribuer la portée[réf. nécessaire] de 0 à 255 (octet non signé classique) ou bien de -127 à 128 (octet signé classique).  	 
Le même problème se pose pour les nombres réels : le nombre de valeurs est limité, il faut donc limiter à la fois leur portée et leur précision. Les nombres à virgule flottante, les variables réelles les plus utilisées en informatique, ont généralement une très bonne précision dans les petites valeurs et très mauvaise pour les immenses valeurs et sont de toute façon limitées. 	 
Pour beaucoup de valeurs du monde réel que l'on essaie de stocker de façon informatique, la portée de la variable de stockage peut limiter et déformer la valeur d'entrée. Dans ce cas on utilise des portées dynamiques pour prendre en compte de manière précise les valeurs très grandes comme les valeurs très petites : 	 
- dans le domaine du son ;
- dans une pièce musicale ;
- en photographie ;
- dans l'imagerie numérique.